# Château de Rochecotte
Le château de Rochecotte est une demeure de la fin du XVIIIe siècle située dans le village de Saint-Patrice, près de Langeais, en Indre-et-Loire.
Il fait l’objet d’une inscription au titre des monuments historiques depuis le 22 mai 1948.
Il a connu plusieurs ré-aménagements successifs, dus à ses différents propriétaires. 
Le parent de l'un d'entre eux, Boni de Castellane, le décrit en ces termes : 
« Le grand château Louis XVI – en espalier à mi-côte de la colline dominant la vallée de la Loire – ne manque ni de charme ni d'originalité. Il est semblable à une villa italienne, avec terrasses superposées, d'où la vue s'étend sur des horizons bleus et gris, paysages de tableaux primitifs. » 
"J'ai une vraie passion pour Rochecotte; c'est à moi, c'est la plus belle vue et le plus beau pays du monde; enfin c'est un air qui me fait vivre légèrement et puis j'arrange, je retourne, j'embellis, j'approprie... J'ai pris la vie de campagne à la lettre". 
(lettre de la duchesse de Dino à de Barante, 5 juillet 1828, citée par Jean-Luc Péchinot ds "La duchesse de Dino, dernier amour de Talleyrand", le Magazine de La Touraine, n°55, juillet 1995, p. 58).
Aujourd’hui le château de Rochecotte est un hôtel 4 étoiles de 39 chambres et restaurant gastronomique tenu par les sœurs Pasquier. Le château propose une carte variée (midi et soir), une piscine chauffée, des soins, un espace salon de thé ainsi qu’une multitude d’autres services.

## Historique
On trouve comme seigneurs : Antoine de La Châteigneraie, du chef de sa femme Edmée de Coué (1540) ; Gabriel le Bascle (1607) ; Balthazar le Bascle (1671) ; N. de Jaucourt (1698). 
Le 18 novembre 1700, par décret des requêtes du palais, le domaine est adjugé à Marie du Bellineau, épouse de René Guillon, trésorier de France au bureau des finances de la généralité de Tours. La terre est érigée en marquisat, avec union des terres de la Varenne, Saint-Patrice et Milly, par lettres de janvier 1767 au profit de Fortuné Guillon de Rochecot, major de cavalerie (fils de Louis Claude Guillon de Rochecot et de Françoise Bouin de Noiré). Époux de Marie-Françoise Doucet du Gué, il est le père de Fortuné Guyon de Rochecotte, qui devient l'un des chefs de la seconde Chouannerie dans le Maine et est exécuté sous le Directoire, au Champ-de-Mars, à Paris.
La chapelle du château forme un bénéfice, dont Fortuné Bouin de Noiré est titulaire en 1790.
En l'an XII, la domaine est estimée à 600 000 livres. Le 12 janvier 1824, Gatien de La Motte-Baracé, marquis de Senonnes, et son épouse Augustine-Marie-Gabrielle de Goddes de Varennes, vendent Rochecotte à René de Lasselle de Ligué pour 280 000 livres.

### Talleyrand et la duchesse de Dino

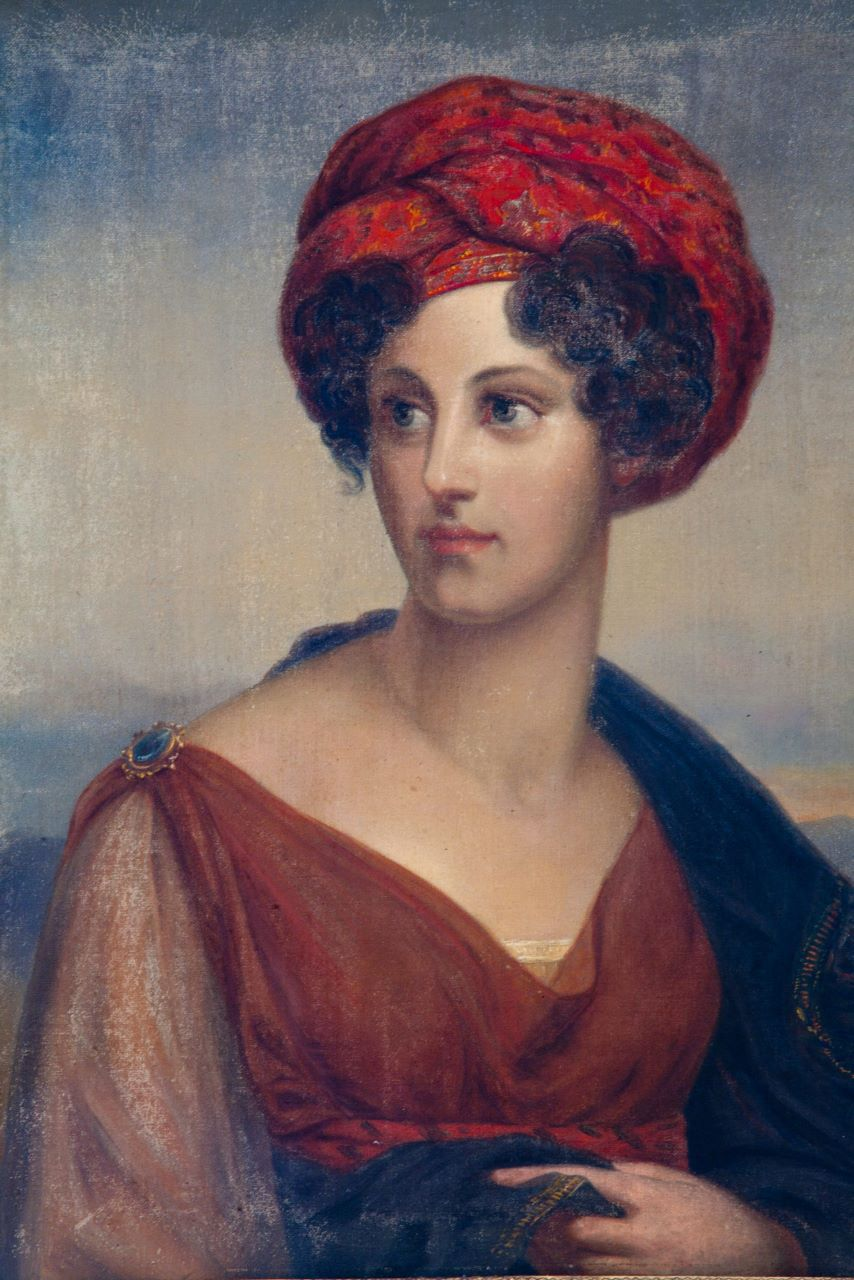
La duchesse de Dino en 1816, par François Gérard.

Le 30 avril 1828, le chevalier René de La Selle de Ligné le vend à Dorothée de Courlande, duchesse de Dino, contre 400 000 francs, somme considérable pour l'époque. 
"(...) le coteau est couronné par le château de Rochecotte, vaste édifice construit dans le goût moderne, et que les étrangers s'empressent de visiter (...) Il appartient aujourd'hui à Mme la duchesse de Dino, qui après y avoir fait d'importants réparations et l'avoir meublé avec magnificence, y a réuni les plus précieuses collections d'objets d'art et d'antiquité. Mais ce qu'on y remarque surtout avec une curiosité inspirée par l'immense réputation de feu le prince de Talleyrand, c'est un ample assortiment de bijoux donnés à ce fameux diplomate par toutes les puissances de l'Europe avec lesquels il traita durant sa longue et mobile carrière (...) Rien d'éblouissant comme cette joaillerie diplomatique"...
(G. Touchard-Lafosse, "La Touraine historique, pittoresque et biographique", Tours, Lescene, 1856, p.315 - archives pers.).
"Elle y appréciait son site et ses terrasses superposées ouvrant sur de vastes horizons (...) elle y entreprit de grands travaux, tant au niveau des bâtiments qu'elle agrandit considérablement, que de leur confort, le décora de meubles et de porcelaines de Chine héritées de son père, ainsi que de somptueuses commodes signées Boulle. Dans les jardins dessinés à la française, de longues charmilles encadraient des pelouses et de massifs de fleurs". (Péchinot, op.cit. p.58).
"Les calorifères, les doubles croisées, les tapis, les portières, les draperies de Rochecotte, me gâtent tout 
autre demeure, je gèle partout ailleurs". (lettre écrite au château de Saint-Aignan le 7 décembre 1841, op.cit. p.65).
Le château comptait alors 14 chambres, et la duchesse fit installer dans la propriété des béliers hydrauliques, qui seraient les premiers importés d'Angleterre en France.

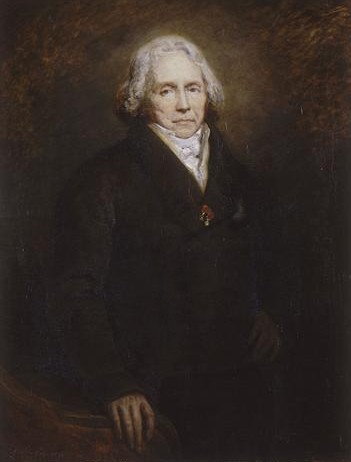
Talleyrand en 1828, par Ary Scheffer.

Talleyrand, oncle par alliance et amant de la duchesse de Dino, y séjourna à de très nombreuses reprises jusqu'à sa mort, dix ans plus tard. 
Le prince y tenait salon et recevait aussi souvent que dans son hôtel de Saint-Florentin à Paris ou au château de Valençay. 
Les grands noms de la politique et de l'Église se retrouvaient autour de lui, non sans signer le livre d'or où il avait lui-même inscrit ces mots : « Rochecotte est un lieu enchanteur où il y a beaucoup de questions à faire et où se trouve la personne sachant le mieux y répondre. » 
Ici eurent lieu avec Adolphe Thiers et le duc Victor de Broglie les réunions qui présidèrent à la fondation du journal d'opposition Le National, en 1830. 
C'est en effet lors d'un dîner au château fin 1829 que Talleyrand aurait dit à Armand Carrel, François Mignet et Adolphe Thiers, qu'il avait invités afin de leur confier des idées et des informations propres à renverser le Ministère Polignac : "Maintenant, il faudra me faire de la bonne politique (...) puis lâcha, en tournant lentement une cuillère dans la saucière destinée à napper un brochet de Loire, "c'est l'art d'agiter le peuple avant de s'en servir (...) huit jours plus tard, ils publiaient ce "National" dans lequel allait débuter une campagne hostile au gouvernement. Six mois plus tard, Charles X abdiquait. C'est ainsi que du fond de sa retraite de Saint-Patrice, Talleyrand mit en selle le duc d'Orléans et lui donna accès au trône". (Péchinot, op.cit. p.60).
En novembre 1836, Balzac, venu de Saché en visite accompagné de son hôte - et peut-être père naturel - M. de Margonne, n'eut pas l'heur de plaire à la duchesse, qui le jugea « vulgaire de figure, de ton et, je crois de sentiments. Sans doute, il a de l'esprit, mais il est sans verve et ni facilité dans la conversation, il est même très lourd. Il nous a examinés et observés de la manière la plus minutieuse, Monsieur de Talleyrand surtout. Je me serais bien passée de cette visite". (correspondance publiée sous le titre "Chronique de 1831 à 1862" (Plon, 4 volumes, 1909) citée par  Péchinot, op.cit.).
Lors des importants travaux qu'elle y entreprit, elle fit refaire la façade et y fit sculpter les armes de sa belle-famille, portant sa fière devise gasconne "Re que Diou" (Rien que Dieu.)
On lui doit également une terrasse à colonnade sur laquelle donnait l'appartement de Talleyrand, qu'elle transforma après sa mort en chapelle - l'autel occuperait la place exacte de son lit - qu'elle fit bénir par l'abbé Dupanloup le 12 novembre 1841.
Elle contenait de nombreux souvenirs, dont une Vierge « offerte par le roi de Saxe au plénipotentiaire de Louis XVIII [Talleyrand] en témoignage de reconnaissance pour avoir, après Tilsit, en 1807, et à Vienne en 1815, empêché la Prusse d'absorber son royaume ».
« J'ai passé ma soirée à faire des plans et des devis pour le tombeau de l'abbé et pour le mien. Cela sera tout simplement dans le cimetière de la paroisse, en haut de la côte, dans cette belle vue, dans ce bon air, regardant le soleil levant. Des tombes bien simples, entourées d'arbustes (...) les noms, les dates, voilà tout ». 
(lettre du 10 mai 1836 - op.cit. p.62).
Le 17 août 1847, la duchesse Dorothée donna Rochecotte à sa fille Pauline de Talleyrand-Périgord, âgée de 27 ans, épouse depuis 1839 du marquis Henri de Castellane, qui devait y mourir en octobre suivant ; la jeune veuve, très dévote, liée à Mgr Dupanloup, et se présumant peut-être la fille naturelle de Talleyrand, y mena dès lors une vie retirée.

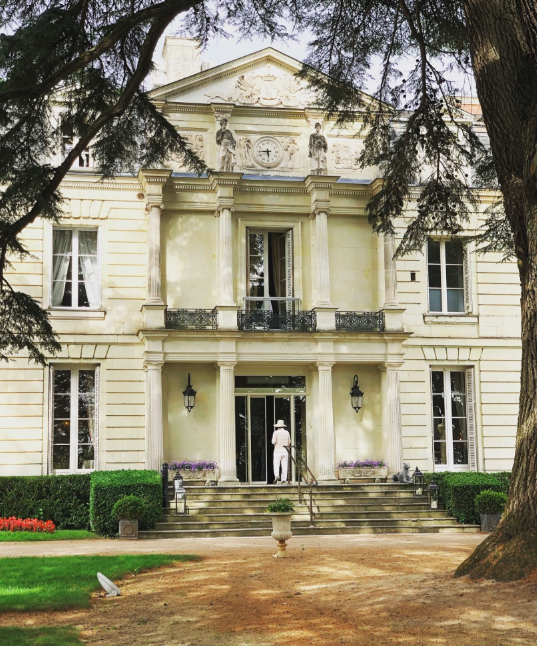

Tout en continuant à séjourner ponctuellement à Rochecotte, Dorothée de Dino, mal-aimée en France, choisit dès 1847 de résider dans la principauté de Sagan en Silésie, acquise par son père Pierre de Courlande et qu'elle avait rachetée en 1843 à sa sœur Pauline de Hohenzollern, dans une demeure de 130 pièces au cœur d'un domaine de 1200 hectares, où elle finit sa vie dans la solitude en septembre 1862.
En dépit de son souhait exprimé en 1838 de reposer en Touraine et de faire déposer son cœur auprès du cercueil de Talleyrand à Valencay, elle fut inhumée à Sagan auprès des siens.
En 1871, Frédéric-Charles de Hohenzollern, dit "le Prince Rouge", neveu du roi de Prusse et cousin par alliance des Castellane - alors qu'Antoine de Castellane (1844-1917), fils d'Henri et Pauline de Castellane, était enfermé à Metz assiégé avec le maréchal Bazaine - s'installa à Saint-Patrice avec son état-major pour six semaines, et fêta avec faste au château la proclamation de l'empire allemand dans la Galerie des Glaces de Versailles.
Trois générations de Castellane.

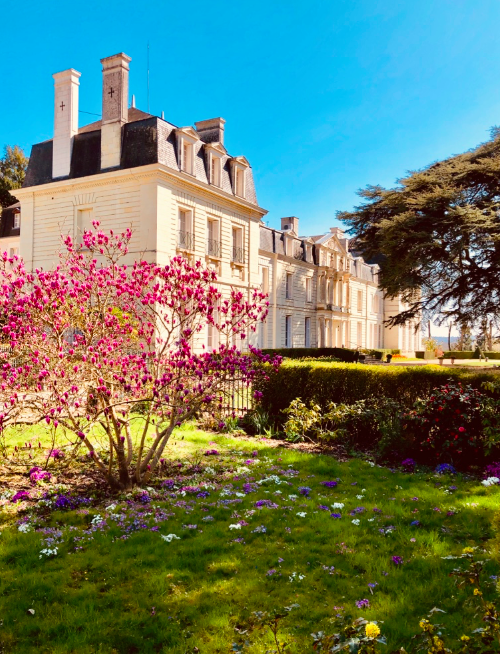
Façade du château de Rochecotte.

En 1890 Antoine de Castellane fit bâtir les écuries, qui portent encore le chiffre familial, deux C enlacés rappelant le monogramme commercial choisi ensuite par Gabrielle Chanel.
En 1895, son fils Boniface, dit "Boni" (1867-1932) archétype du dandy de la Belle Epoque, un des petits-fils de Pauline de Castellane, qui vécut à Rochecotte jusqu'à ses vingt ans, et y célébra son récent mariage avec la richissime héritière américaine Anna Gould par une fête fastueuse de trois jours.
Le 24 juin 1934, Stanislas de Castellane vend Rochecotte à son beau-frère l'architecte d'intérieur et décorateur Emilio Terry (1890-1969), qui pendant 35 ans restaura le château encore meublé et le décora selon son style; sans héritiers directs, il le légua à son petit-neveu, Henri-Jean de Castellane, qui n'y résida pas et le vendra neuf ans plus tard.
Dans ses Propos Secrets (Albin Michel, 1980, tome 2, p. 357) Roger Peyrefitte dit s'être documenté sur l'homosexualité au début du siècle auprès - entre autres - d'un marquis de Castellane (Jean, mort en 1965, fils d'Antoine et frère cadet de Boni), "petit homme d'un esprit mordant, veuf d'une Talleyrand, sans enfant, qui fut Président du Conseil de Paris (...). il vivait dans un grand appartement, place des Saussaies, avec son valet de chambre".
La mère d'Emilio Terry fut inhumée dans le parc.
Base de repli du Quai d'Orsay
Pendant la Seconde Guerre Mondiale, des archives diplomatiques du ministère des Affaires Étrangères furent entreposées au château, dont l'original du Traité de Versailles, que Georges Clemenceau avait fait signer dans la Galerie des Glaces en 1919, et le Traité de Saint-Germain-en-Laye (1919). Le Traité de Versailles fut confisqué par les Allemands le 11 ou 12 août 1940 et emporté à Berlin pour être présenté à Adolf Hitler. Peut-être récupéré par l'armée soviétique en Tchécoslovaquie, il ne figurait pas dans les lots de documents restitués à l'État français en 1993 et 1994.
Cet épisode est mentionné, avec divers autres événements de cette période, par l'ex-diplomate et écrivain Roger Peyrefitte dans La Fin des ambassades (1953).
Passage d'un grand « scandaleux » de la Ve République.
Roger Peyrefitte (Propos Secrets tome 1, 1977) évoque ce séjour forcé de certains diplomates et fonctionnaires des Affaires Étrangères à Rochecotte et Saint-Etienne-de-Chigny, et mentionne malicieusement avoir découvert dans des bagages entreposés là - puis enterré en grande pompe au pied du grand cèdre de l'esplanade - un ustensile intime présumé appartenir à leur collègue Suzy Borel (Mme Georges Bidault), alias "Mademoiselle Crapotte" dans La Fin des Ambassades (1953). 
Dans le tome 2 de cet ouvrage (1980, pp. 173 et 174), il indique que la duchesse de Maillé, petite-fille de la princesse Radziwill, née de Castellane, détient 600 lettres inédites échangées entre celle-ci, qui vivait alors à Berlin, et le général Gaston de Galliffet, ancien "favori" de l'impératrice Eugénie, qui se distingua lors de la campagne du Mexique, où il fut grièvement blessé - avant d'être surnommé en 1871 « le massacreur de la Commune » - une lettre évoque un dîner offert par la duchesse à Guillaume II et son chancelier Bulow, où il est question de l'invention de la radiographie par Roentgen, à laquelle le Kaiser ne prédit aucun succès par manque d'esthétique... dans une autre, Galliffet, alors ministre de la Guerre, se dit « persuadé de l'innocence de Dreyfus, mais obligé de suivre ».  

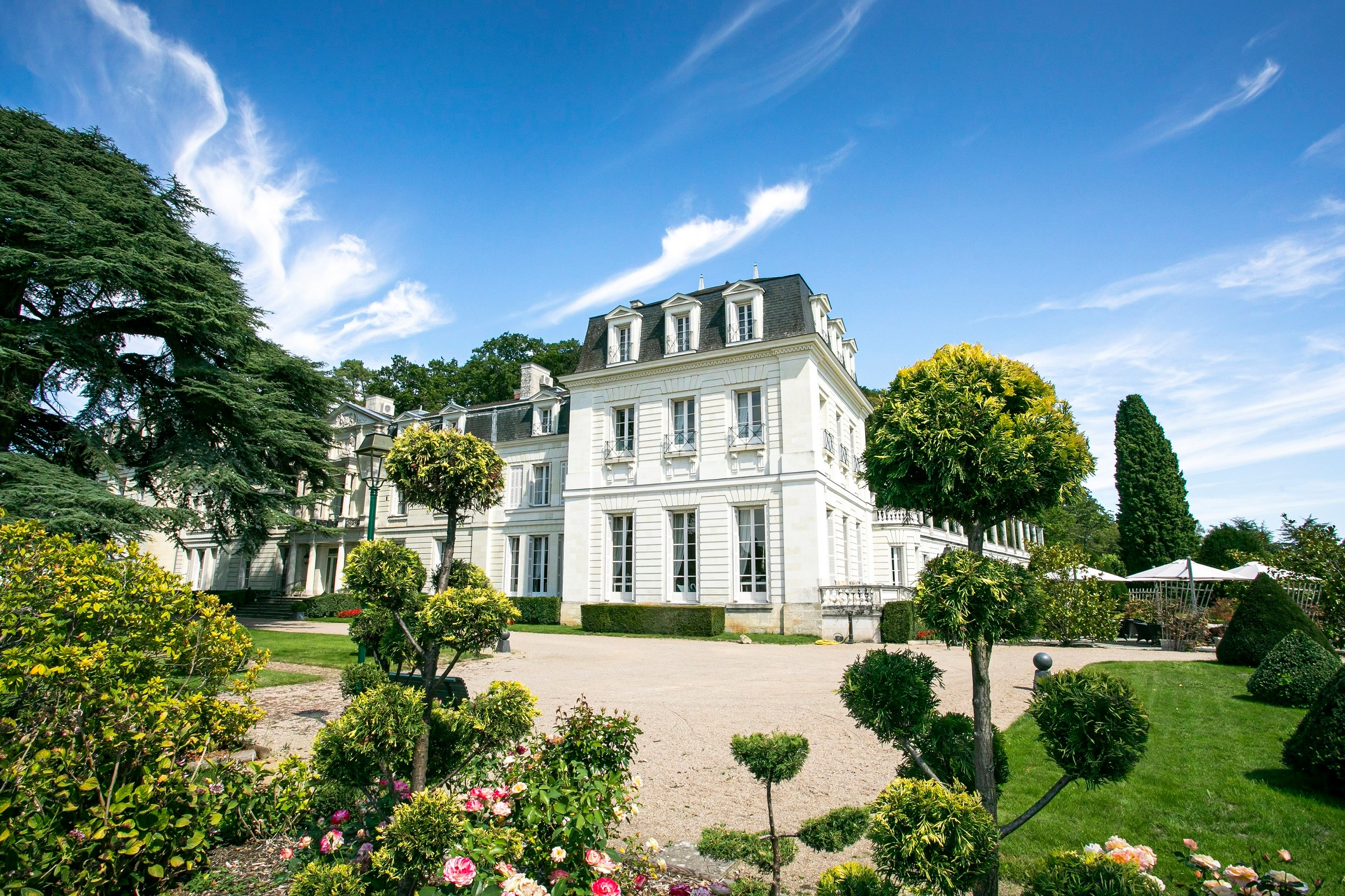

En août 1944, alors que le bourg de Saint-Patrice se libère, Jean Lenoble, instituteur dans la commune, évoque dans une note - sans préciser les noms - le château et ses occupants :
« (...) En ces temps, la châtelaine cherche à prendre du poids. Elle se prétend responsable de la Croix-Rouge. On sait que les soldats allemands se tiennent sur la rive gauche. La duchesse organise une garde sur la levée, fournit des fusils (...) Au château est apparu un jeune et étrange  personnage, un baron autrichien, qui est l'amant de la dame. On le voit rutiler ici en uniforme d'officier de cavalerie de Saumur (...) On a été informés que de l'autre côté du fleuve, il porte l'uniforme de la Wehrmacht. Son français est excellent (...) il me sort un sauf-conduit en règle signé de Gaulle, stipulant qu'il peut aller et venir comme il l'entend, éventuellement armé, et qu'il n'a de comptes à rendre à personne; ça me laisse stupéfait. Je n'ai jamais eu le fin mot de l'histoire quant à son rôle. La vie au château est assez curieuse. Les enfants de la châtelaine, jeunes garçons, s'occupent en tirant à la mitraillette sur les potiches qui ornent l'allée de l'orangerie sur les terrasses. Les balles sifflent au-dessus des toits du bourg, en contrebas (...) les pièces dévolues aux enfants puent : ils élèvent un putois.
. »
Le 16 janvier 1978 le dernier Castellane propriétaire cédait le château et un domaine de 446 hectares à la Société Marcel Joly, du nom d'un industriel lié à la famille Michelin, qui le démembra et fit disperser son mobilier dont le grand portrait en pied de Marie de Castellane, princesse Radzivill, par Édouard Louis Dubufe (conservé par les héritiers) et "l'Eté", statue en terre cuite (?) par Jean-Baptiste Carpeaux (1827- 1875), œuvres photographiées in situ dans Merveilles des châteaux du Val de Loire (Hachette-Réalités, 1964, pp. 110 et 111), ainsi que la bibliothèque et maints souvenirs historiques du célèbre diplomate...
En 1984 la demeure vide et fermée fut rachetée et restaurée par la famille Pasquier, qui en ont fait un hôtel-restaurant de luxe réputé.
Un important fonds d'archives  et de souvenirs des familles Talleyrand et Castellane provenant de Rochecotte fait partie de la vente d'autographes et de souvenirs historiques qui aura lieu au château de Cheverny le 3/04/2017 ("Gazette Drouot" n°12-24/03/2017, p.185).

## Architecture
Seuls les bâtiments des communs ont été inscrits monuments historiques par arrêté du 22 mai 1948, mais pas la chapelle, au grand dam de certains amateurs d'art.
Le jardin et le parc ont été repérés jardins remarquables